# 8 Rezerwowy Batalion Artylerii
8 Rezerwowy Batalion Artylerii (niem. Reserve-Artillerie-Abteilung 8) – jeden z niemieckich batalionów artylerii okresu III Rzeszy.
1 października 1942 8 Zapasowy Batalion Artylerii podzielono na 8 Zapasowy Batalion Artylerii (Artillerie-Ersatz-Abteilung 8) i 8 Rezerwowy Batalion Artylerii (Reserve-Artillerie-Abteilung 8).
Od tego czasu 8 Zapasowy Batalion Artylerii podlegał Dywizji Metz, zaś 8 Rezerwowy Batalion Artylerii – 148 Dywizji Rezerwowej (148. Reserve-Division) i został wysłany do Auch w południowo-zachodniej Francji.

## Skład
- 1 bateria
- 2 bateria[1]
- 3 bateria